# Marianela
Marianela és una òpera en tres actes amb música de Jaume Pahissa sobre un llibret dels germans Serafín i Joaquín Álvarez Quintero, estrenada al Gran Teatre del Liceu de Barcelona el dia 31 de març de 1923.

## Context
L'estrena de Marianela va obrir la temporada de primavera d'òpera al Liceu, sent tradició a l'època el fet de tenir dues temporades en una, la d'hivern i la de primavera. La temporada d'hivern anterior s'havia tancat justament amb una altra obra de Pahissa, La morisca.
Els decorats van anar a càrrec dels escenògrafs Maurici Vilomara i Salvador Alarma, i la direcció escènica de Rafael Moragas.
Segons la crítica, aquesta òpera de Pahissa tenia més fragments cantabiles que els anteriors treballs lírics del compositor, la qual cosa la feia la veritable primera òpera seva. En general les crítiques van ser força favorables, i l'òpera es va representar un total de sis vegades al llarg de la temporada del Liceu, més que altres òperes de més importància teòrica, com ara les de Richard Wagner. L'excepció, com molt sovint succeïa amb les estrenes, va ser la crònica de L'esquella de la torratxa, segons la qual res no havia funcionat, començant per la música de Pahissa, ni tan sols el públic hi havia estat bé. Una setmana més tard aquesta publicació es feia ressò de l'homenatge tributat pel Liceu a Pahissa per l'èxit de l'òpera, en una sessió a la qual es va interpretar Marianela, Die Walküre (de Wagner) i Thaïs de Jules Massenet.
L'obra es va representar a continuació en diversos indrets de Catalunya, un fet gens habitual: Tarragona, Terrassa, Sabadell, Mataró, Vilafranca del Penedès, Manresa, Reus, Figueres i Girona.

## Personatges
| Paper                                   | Tessitura    | Intèrprets de l'estrena 31 de març de 1923 (Director: Jaume Pahissa i Jo) |
| --------------------------------------- | ------------ | ------------------------------------------------------------------------- |
| Marianela (Nela)                        | soprano      | Carlota Dahmen                                                            |
| Florentina                              | mezzosoprano | Conchita Velázquez                                                        |
| Pablo                                   | tenor        | Joan Nadal i Martínez                                                     |
| Teodoro Golfín                          | baríton      | Celestino Sarobe                                                          |
| Patriarca de Aldeacorba                 | baix         | Gabriel Olaizola Gavarain                                                 |
| Son germà i pare de Florentina          | baríton      | Jordi Frau                                                                |
| Mariuca                                 | soprano      | Alexina Zanardi                                                           |
| Pachín (sagalet)                        | tenor        | Vicenç Gallofré                                                           |
| Ramon (miner)                           |              |                                                                           |
| Gasparuco (miner)                       |              |                                                                           |
| Pedrillo (miner)                        |              |                                                                           |
| Treballadors de la mina, gent del poble |              |                                                                           |

## Argument[8]

### Acte I
Casa a prop del poble de Socartes, al Nord d'Espanya.
En aixecar-se el teló, surt Pablo caminant a les palpentes en l'obscuritat en què viu, Se sent la veu de Marianela cantant, i en sortir a escena agafa la mà de Pablo, per acompanyar-li a fer un passeig fins a la pollancreda propera. Quan Nela i Pablo són fora, el Patriarca es queixa de la sort de son fill, privat de veure les flors dels seus jardins, els fruits dels seus horts, els prats on pasturen els seus remats.
Tornen del seu treball quotidià miners i nois formant cor a la veu de Mariuca, que es queixa de la feina al fons de la mina, on la suor de la cara cou com sang viva. Apareix Teodoro Golfín, metge i germà del director de les mines, i diu al Patriarca que acaben de creuar-se en el camí amb Pablo, i que té la convicció de què és possible tornar-li la vista al pobre cec. Pablo torna del passeig, acompanyat de Marianela; ella ha collit flors per ell, que les acarona, com si les sentís parlar, ja que no pot veure-les, i Nela diu a son company que s'ha mirat a la font i les aigües li han dit que és la criatura més formosa que ha fet Déu. El Patriarca, ple de joia, apareix amb la bona nova de què el doctor vol reconèixer demà a son fill, segur de què ha de tornar-li la vista.
Pau marxa amb son pare boig d'esperança amb aquella revelació inesperada, mentre Nela amb el temor que son amic, el seu únic amic, pugui veure-la tal com és en realitat, amb tota sa lletgesa, es queda sola plorant.

### Acte II
Sala ampla a la casa pairal del Patriarca.
A la sala es troba el Patriarca acompanyat del seu germà, de la filla del germà, Florentina, i de Nela. És el dia al qual els comunicaran si es pot o no tornar la visió a Pablo. Marxen tots tret de Nela, i aquesta prega a la Verge que torni la vista a Pablo, però que també la faci més bonica a ella, perquè tem que l'únic home que l'estima ho faci perquè no l'ha vist mai, i que al costat de Florentina, més bonica que ella, Pablo quedarà decebut. Intenta fugir després de pregar, però just en el moment en què tots arriben. Pablo ho fa amb els ulls embenats, perquè acaben d'operar-li els ulls. Entre els que arriben són el doctor i el pare de Pablo.
El doctor s'afanya a treure la bena dels ulls de Pablo. Quan la bena cau, Pablo fa un crit de joia i de por i mirant cap al sol sent l'escalfor i veu el seu brill. Poc després veu un rostre de dona, veu a Florentina, i pensant que és Nela li diu que és molt bonica. És la teva cosina Florentina, li diu el Patriarca. Neal fa un crit d'immens dolor i fuig cap a la muntanya, per amargar-se de tots. Mentrestant Pablo ha quedat extasiat davant la bellesa de Florentina.

### Acte III
Interior de l'hort dels Penáguilas.
A Nela no se la troba enlloc; Pachín, el rabadà, va cercant-la, i Pablo s'extasia contemplant l'Arc en Cel, que per ell és una revelació. Arriba la gent del poble cantant i ballant, per compartir la joia dels senyors per la curació de Pablo. Quan els darrers remors de la festa es desvaneixen, apareix Teodoro Golfín, arrossegant Marianela, a qui ha evitat que es matés, i la invita a entrar, assegurant-li que Pablo no la veurà, que és la preocupació que té Marianela. Extenuada amb les emocions i amb la febre, accepta amb resignació i sense resistència l'auxili de Florentina. Florentina acull Nela amb amorosa cura, i mentre Marianela reposa en l'habitació propera, Florentina i Pablo parlen dels seus amors.
En el moment culminant apareix Nela, qui travessa l'escena pretenent fugir de nou cap al bosc. En veure'ls queda com petrificada, mentre Pablo li canta a Florentina el seu amor. En aquell moment Florentina veu a Nela, just quan entra en escena Teodoro Golfín. Pablo s'acosta a Marinela, i s'adona que no és una dona dotada de bellesa, com quan la veia amb els ulls de l'ànima, i la seva mostra de decepció és suficient per causar la mort, de pena, de Marianela.